# Carl Hagenbeck

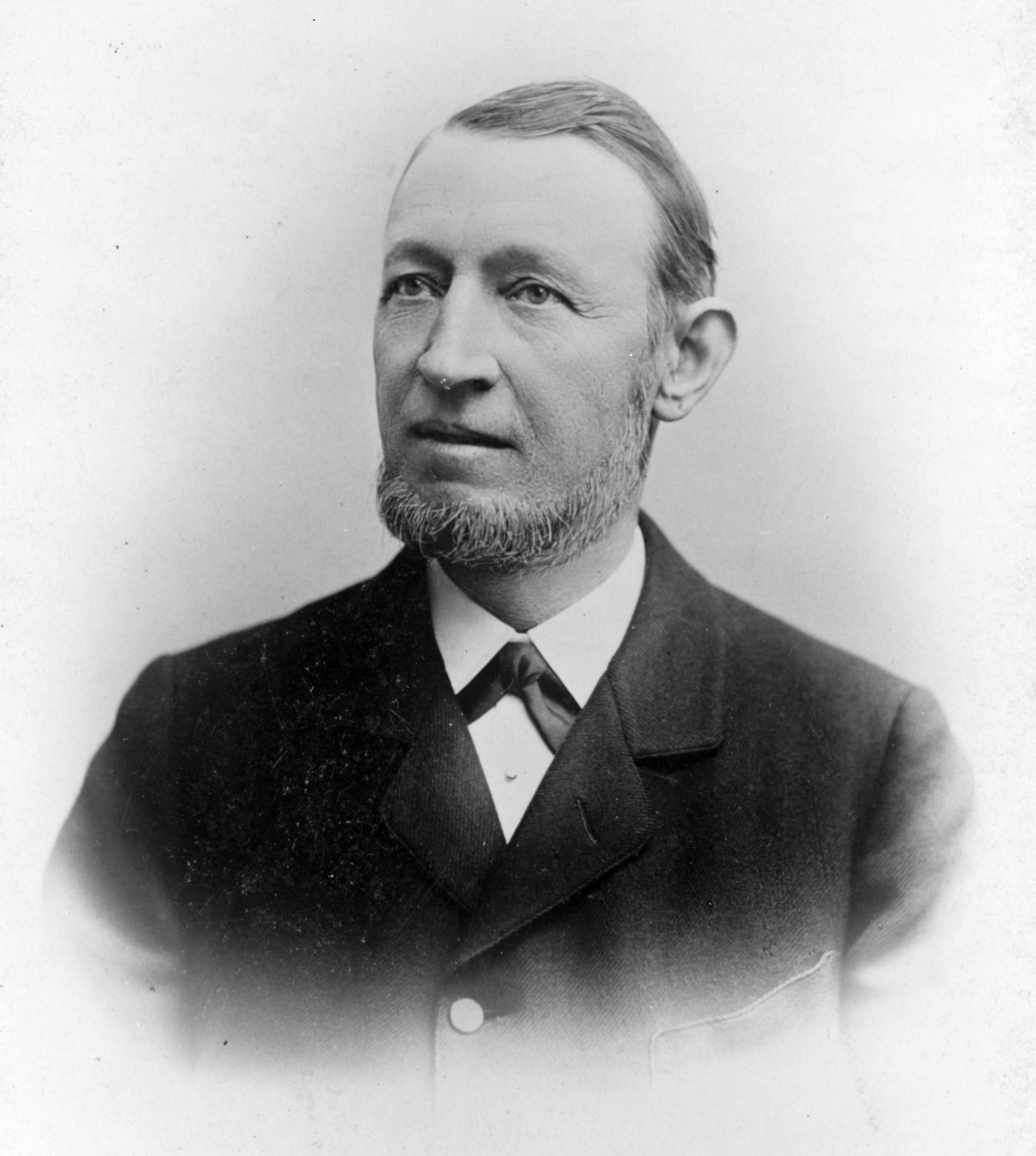
Carl Hagenbeck, 1890

Carl Hagenbeck (Hamburg, 10 juni 1844 - Hamburg, 14 april 1913) was een Duitse dierenhandelaar, circusexploitant en eigenaar van een dierentuin. Hij introduceerde de dierentuin zonder tralies, waar dieren niet in hokken maar in grotere, meer natuurlijk ogende verblijven werden tentoongesteld. Zijn ideeën over een humane omgang met dieren in dierentuinen en circussen hebben veel invloed gehad. Hij organiseerde ook 'exposities' van in zijn tijd exotisch geachte mensen, waaronder Sami, Inuit en Khoikhoi.

## Biografie
Carl Hagenbeck werd op 10 juni 1844 geboren als zoon van de vishandelaar Claus Gottfried Carl Hagenbeck. Zijn vader exposeerde al eens zeehonden en een ijsbeer. 
Hagenbeck was van jongs af aan betrokken bij het bedrijf van zijn vader. Vanaf 1859 was hij zelfstandig verantwoordelijk voor de handel in exotische dieren. In deze tijd werden ook de eerste dierentuinen opgericht waardoor de vraag naar dieren enorm toenam en Hagenbecks bedrijf groeide. Hij had uiteindelijk over de hele wereld dierenvangers in dienst die  - soms op bestelling - dieren vingen om door te verkopen aan dierentuinen. In Hamburg werd een terrein ingericht om deze dieren tijdelijk te kunnen onderbrengen.  
Toen de handel in dieren in 1887 tijdelijk slechter liep begon Hagenbeck dieren te trainen voor optreden in een circus. Hij wilde ook aantonen dat het mogelijk was om dieren te dresseren zonder wreedheid of mishandeling. Deze benadering kreeg uiteindelijk in veel circussen navolging.
In 1907 opende hij een dierentuin in Hamburg-Stellingen. Anders dan gebruikelijk werden de dieren hier niet in hokken tentoongesteld, maar in grotere en meer natuurlijk ogende verblijven. Door grachten en hekken waren de dieren van het publiek gescheiden. Al in 1896 had Hagenbeck een patent vastgelegd op deze 'dierentuin zonder tralies'. Dit concept werd in de loop van de twintigste eeuw wereldwijd door dierentuinen overgenomen. Hagenbecks dierentuin leverde ook dieren aan andere dierentuinen en circussen.
Vanaf 1874 exposeerde Hagenbeck ook mensen in zogenaamde Völkerschauen. Dit begon met een groep Sami die voor het oog van het publiek naast een kudde rendieren bivakkeerden. Dit was zeer succesvol en Hagenbeck toonde in de volgende jaren steeds grotere groepen exotisch geachte volkeren zoals Inuit, Khoikhoi, Kalmukken en Singalezen in zogenaamd levensechte setting met hun huisraad en huisdieren. Hij toerde met deze groepen door Europa en Amerika. De leefomstandigheden van deze mensen waren niet goed; zo stierven in 1880 en 1881 alle leden van een Inuit-familie tijdens een tournee door Europa aan de pokken, omdat ze niet waren ingeënt.

In 1908 publiceerde hij zijn boek "Von Tieren und Menschen".

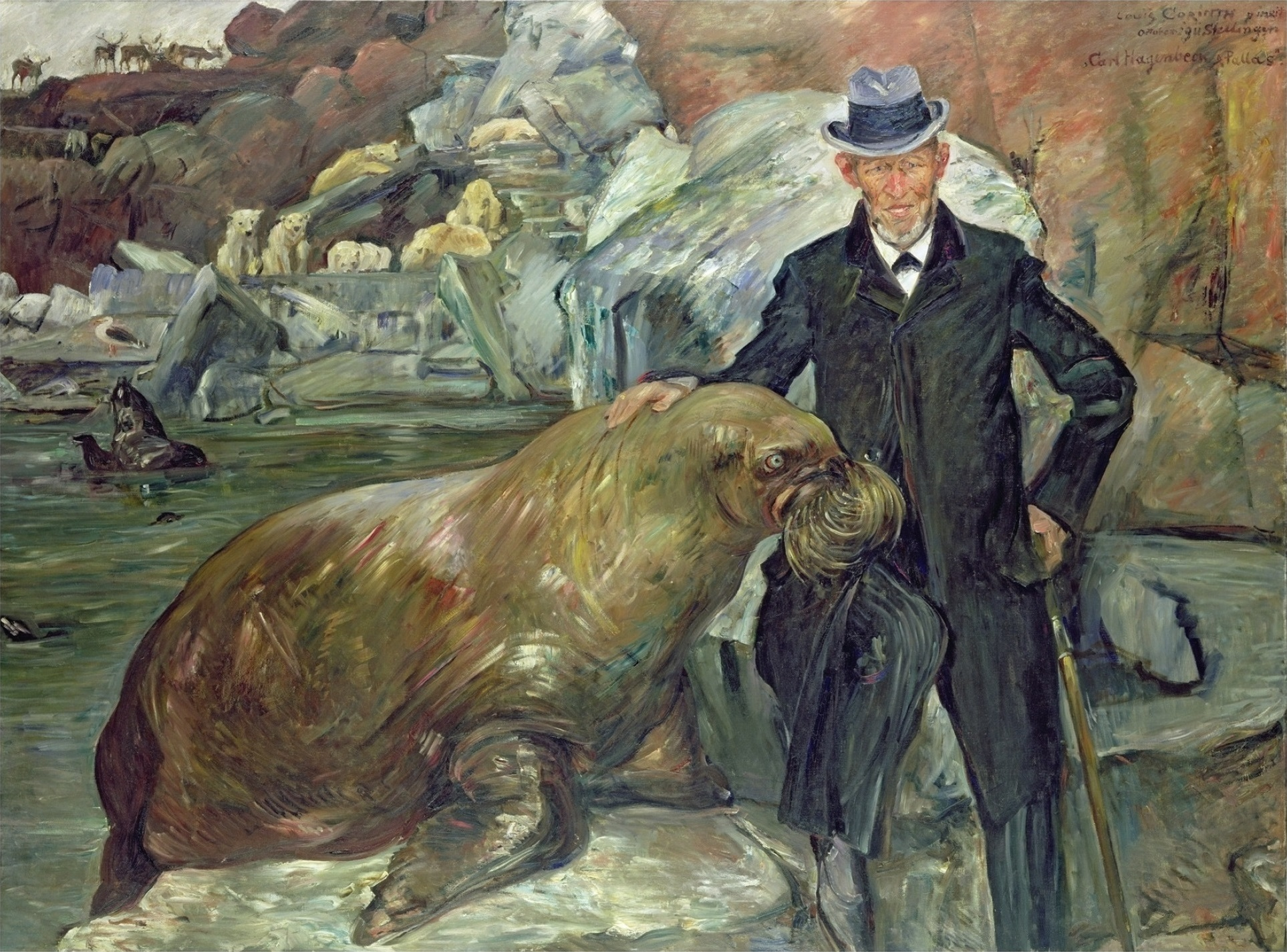
Lovis Corinth,  Carl Hagenbeck in zijn dierentuin (1911)
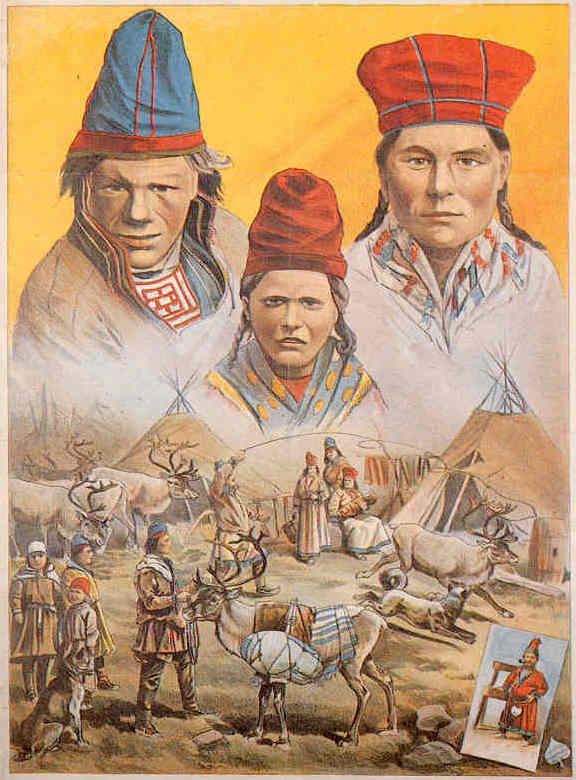
Affiche voor een tentoonstelling van Sami en hun rendieren
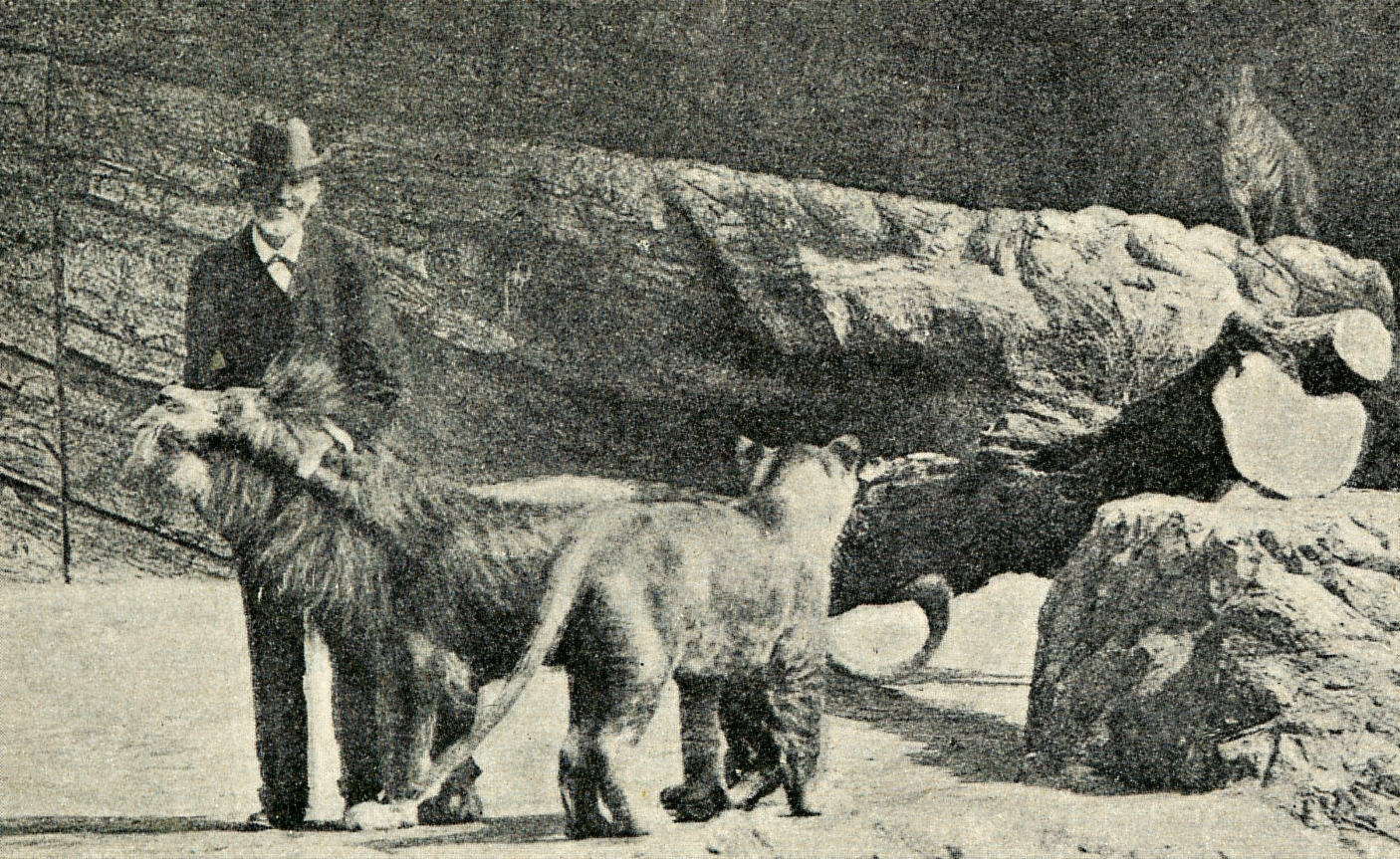
Carl Hagenbeck met twee leeuwen
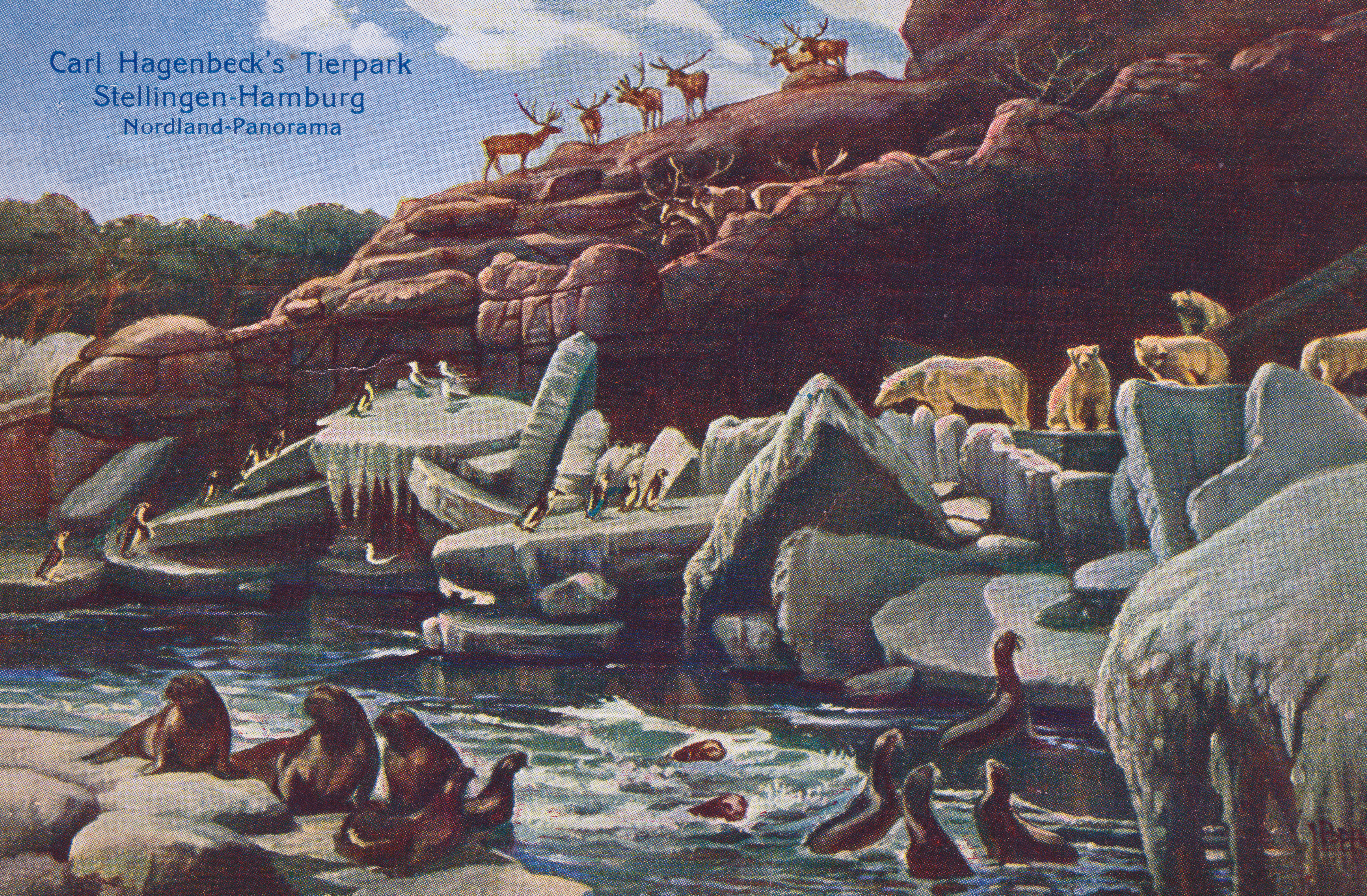
Affiche voor Hagenbecks dierentuin zonder tralies